# Saint-André-d'Apchon
Saint-André-d'Apchon è un comune francese di 1 931 abitanti situato nel dipartimento della Loira della regione dell'Alvernia-Rodano-Alpi.

## Società

### Evoluzione demografica
Abitanti censiti